# Zborowski (Adelsgeschlecht)

Das Wappen Jastrzebiec der Familie Zborowski

Der Name Zborowski (die weibliche Form lautet Zborowska) ist der Name einer bedeutenden polnischen Adelsfamilie.
Der Name soll sich vom galizischen Ort Zborów (heute Sboriw, Ukraine) ableiten.
Die Adelsfamilie wurde von Marcin Zborowski begründet. Marcin Zborowski war auch einer der einflussreichsten, denn man bezeichnete ihn auch als zweitmächtigsten Mann der Krone nach dem König. Ein Teil des Adelsgeschlechts konvertierte zum Protestantismus.
Es entstanden viele Nebenlinien der Zborowski, aber die wichtigste und mächtigste Linie starb 1621 aus. Eine weitere Linie starb im 18. Jahrhundert aus.

## Namensträger
- Louis Zborowski, auch Graf Louis Vorov Zborowski, Rennwagenkonstrukteur („Chitty Bang Bang“) und Rennfahrer, der 1924 tödlich verunglückte. Seine Gestalt und seine Autos inspirierten zu Buch und Film vom Tschitti Tschitti Bäng Bäng (Buch: 1964, deutsche Übersetzung 1965/66, Verfilmung 1968), er war einer der Initiatoren der Romney, Hythe and Dymchurch Railway in Großbritannien.
- Marcin Zborowski, Woiwode von Posen, Kastellan von Krakau
- Samuel Zborowski, Hetman der Kosaken, Rittermeister der königlichen Kavallerie